# Rozier-en-Donzy
Rozier-en-Donzy és un municipi francès situat al departament del Loira i a la regió d'Alvèrnia-Roine-Alps. L'any 2007 tenia 1.354 habitants.

## Demografia

### Població
El 2007 la població de fet de Rozier-en-Donzy era de 1.354 persones. Hi havia 559 famílies de les quals 165 eren unipersonals (60 homes vivint sols i 105 dones vivint soles), 173 parelles sense fills, 185 parelles amb fills i 36 famílies monoparentals amb fills.
La població ha evolucionat segons el següent gràfic:
Habitants censats

### Habitatges
El 2007 hi havia 698 habitatges, 568 eren l'habitatge principal de la família, 54 eren segones residències i 76 estaven desocupats. 625 eren cases i 50 eren apartaments. Dels 568 habitatges principals, 444 estaven ocupats pels seus propietaris, 117 estaven llogats i ocupats pels llogaters i 7 estaven cedits a títol gratuït; 23 tenien una cambra, 17 en tenien dues, 66 en tenien tres, 157 en tenien quatre i 304 en tenien cinc o més. 406 habitatges disposaven pel capbaix d'una plaça de pàrquing. A 268 habitatges hi havia un automòbil i a 225 n'hi havia dos o més.

### Piràmide de població
La piràmide de població per edats i sexe el 2009 era:
| Homes | Edats   | Dones |
| ----- | ------- | ----- |
| 0     | 95 o +  | 0     |
| 8     | 90 a 94 | 4     |
| 20    | 85 a 89 | 20    |
| 4     | 80 a 84 | 8     |
| 12    | 75 a 79 | 24    |
| 56    | 70 a 74 | 40    |
| 32    | 65 a 69 | 44    |
| 24    | 60 a 64 | 32    |
| 28    | 55 a 59 | 16    |
| 44    | 50 a 54 | 40    |
| 72    | 45 a 49 | 48    |
| 56    | 40 a 44 | 48    |
| 36    | 35 a 39 | 52    |
| 24    | 30 a 34 | 32    |
| 44    | 25 a 29 | 32    |
| 64    | 20 a 24 | 20    |
| 40    | 15 a 19 | 36    |
| 48    | 10 a 14 | 40    |
| 44    | 5 a 9   | 28    |
| 24    | 0 a 4   | 16    |

## Economia
El 2007 la població en edat de treballar era de 795 persones, 570 eren actives i 225 eren inactives. De les 570 persones actives 525 estaven ocupades (288 homes i 237 dones) i 45 estaven aturades (19 homes i 26 dones). De les 225 persones inactives 102 estaven jubilades, 53 estaven estudiant i 70 estaven classificades com a «altres inactius».

### Ingressos
El 2009 a Rozier-en-Donzy hi havia 575 unitats fiscals que integraven 1.412,5 persones, la mediana anual d'ingressos fiscals per persona era de 16.871 €.

### Activitats econòmiques
Dels 46 establiments que hi havia el 2007, 2 eren d'empreses alimentàries, 2 d'empreses de fabricació de material elèctric, 12 d'empreses de fabricació d'altres productes industrials, 12 d'empreses de construcció, 5 d'empreses de comerç i reparació d'automòbils, 3 d'empreses de transport, 1 d'una empresa d'hostatgeria i restauració, 1 d'una empresa financera, 3 d'empreses de serveis, 2 d'entitats de l'administració pública i 3 d'empreses classificades com a «altres activitats de serveis».
Dels 14 establiments de servei als particulars que hi havia el 2009, 1 era una oficina de correu, 1 taller de reparació d'automòbils i de material agrícola, 2 paletes, 3 guixaires pintors, 2 fusteries, 4 lampisteries i 1 perruqueria.
Dels 3 establiments comercials que hi havia el 2009, 1 era una fleca i 2 carnisseries.
L'any 2000 a Rozier-en-Donzy hi havia 22 explotacions agrícoles que ocupaven un total de 320 hectàrees.

## Equipaments sanitaris i escolars
L'únic equipament sanitari que hi havia el 2009 era una farmàcia.
El 2009 hi havia una escola elemental.

## Poblacions més properes
El següent diagrama mostra les poblacions més properes.